# Puan (pel·lícula)
Puan és una pel·lícula argentina de 2023 del gènere comèdia, escrita i dirigida per María Alché i Benjamín Naishtat.
La cinta va ser seleccionada per a competir en la secció oficial per la Conquilla d'Or a la millor pel·lícula en la 71a edició del Festival Internacional de Cinema de Sant Sebastià i nominada als Premis Goya com a millor pel·lícula iberoamericana.

## Argument
Marcelo ha dedicat la seva vida a l'ensenyament en la Facultat de Filosofia. Quan el seu mentor, el professor Caselli, mor inesperadament, Marcelo suposa que heretarà la càtedra vacant. El que no sospita és que Rafael Sujarchuk, un carismàtic i atractiu col·lega, tornarà del seu pedestal en les universitats europees per a disputar-li la mateixa càtedra. Els maldestres esforços de Marcelo per demostrar que és el millor candidat desencadenen un divertit duel filosòfic mentre la seva vida i el país s’aboquen cap al caos.

## Repartiment
- Marcelo Subiotto com a Marcelo Pena
- Leonardo Sbaraglia com a Rafael Sujarchuk
- Julieta Zylberberg com a Jazmín
- Mara Bestelli com a Vicky Pena
- Camila Peralta com a Ivana
- Alejandra Flechner com a Doris Caselli
- Damián Dreizik com a Ariel
- Cristina Banegas com la rectora
- Claudia Cantero com a Daniela
- Teresa Calandra com a Amanda Longo
- Gaspar Offenhenden com a Manolo Pena
- Andrea Frigerio com a Silvia
- Luis Ziembrowski com el Comissari
- Zulema Galperín com a Amelia
- Liliana Juárez com a Luisa
- Juan Luppi com a Lucas
- Héctor Bidonde
- Lali Espósito com a Vera Motta (cameo)

## Producció
La pel·lícula és una coproducció argentina-italiana-francesa-alemanya-brasilera d'A Pasto i Pucará Cine juntament amb Infinity Hill, Pandora Filmproduktion, Atelier de Production, Kino Produzioni i Bubbles Project.

## Llançament
La pel·lícula va entrar a la competició principal del 71è Festival Internacional de Cinema de Sant Sebastià, debutant el 26 de setembre de 2023. It opened in Argentine theatres on 5 October 2023.

## Recepció
Segons el lloc web d'agregació de ressenyes Rotten Tomatoes, Puan té una puntuació d'aprovació del 86% basada en 7 comentaris dels crítics, amb una puntuació mitjana de 7,5/10.
Jessica Kiang de Variety va considerar que la pel·lícula era "una comèdia de crisi existencial ràpida encara que aguda, rodada amb un dinamisme naturalista discret per Hélène Louvart".
Marcelo Stiletano de La Nación va donar a la pel·lícula una qualificació "molt bona" en valorar que, a primera vista, la pel·lícula funciona com un encantadora comèdia esbogerrada ambientada a la universitat, però també és una tragicomèdia.
Bartolomé Armentano de Rolling Stone considera que, a més de l'aparador del repartiment, la pel·lícula compta amb un altre gran assoliment, el de "la representació acurada de la vida universitària i de l'endogàmia acadèmica".

## Reconeixement
| Any  | Premi                                                  | Categoria                                                 | Nominat                          | Resultat  | Ref    |
| ---- | ------------------------------------------------------ | --------------------------------------------------------- | -------------------------------- | --------- | ------ |
| 2023 | Festival Internacional de Cinema de Sant Sebastià 2023 | Conquilla de Plata a la millor interpretació protagonista | Marcelo Subiotto                 | Guanyador | [ 10 ] |
| 2023 | Festival Internacional de Cinema de Sant Sebastià 2023 | Millor guió                                               | María Alché, Benjamín Naishtat   | Guanyador | [ 10 ] |
| 2023 | XXIX Premis Cinematogràfics José María Forqué          | Millor pel·lícula iberoamericana                          | Millor pel·lícula iberoamericana | Nominat   | [ 11 ] |
| 2024 | XXXVIII Premis Goya                                    | Millor Pel·lícula Iberoamericana                          | Millor Pel·lícula Iberoamericana | Pendent   | [ 12 ] |